# ادینگتون، ویلتشر
ادینگتون (به انگلیسی: Edington) یک روستا و محله مدنی در بریتانیا است که در ویلتشر واقع شده‌است. ادینگتون ۷۳۴ نفر جمعیت دارد.